# إبراهيم هنانو
إبراهيم بن سليمان آغا بن محمد هنانو (1286 هـ/1869م - 24 شعبان 1354 هـ/21 نوفمبر 1935م) هو أحد أبرز قادة الثورة السورية الكبرى ضد الاستعمار الفرنسي على سوريا في أوائل عشرينيات القرن العشرين.

## نشأته
ولد إبراهيم هنانو لعائلة عريقة ثرية في بلدة كفر تخاريم، وترعرع في حلب حيث أكمل فيها دراسته الثانوية ثم سافر إلى إسطنبول لدراسة الحقوق وهناك أنضم لجمعية الاتحاد والترقي، تولّى مناصب إدارية في الدولة العثمانية، وبعد سقوط الدولة العثمانية قاد الثورة في شمال سوريا بين عامي 1919 و1921 ضد الاستعمار الفرنسي.
كان والده سليمان آغا أحد أكبر أثرياء مدينة كفر تخاريم، ووالدته كريمة الحاج علي الصرما من أعيان كفر تخاريم.

## زواجه وعائلته
أثناء عمله في إسطنبول، تزوج بفتاة جميلة أحبَّها من أرضروم، ورزق منها بابنته نباهت، وبعد ولادتها باثنتي عشرة سنة رزق بابنه طارق، وتوفيت زوجته بعد ولادة ابنه طارق بخمسة عشر يوماً.

## عمله
بعد إنهاء دراسته عين مديراً لناحية في ضواحي إسطنبول لمدة ثلاث سنوات، حيث تزوج. بعد انقضاء هذه المدة تم تعينه قائم مقام بنواحي أرضروم ليبقى فيها أربع سنوات، ثم ليتم تعينه بعدها قاضي تحقيق في كفر تخاريم، حيث بقي فيها ما يقارب الثلاث سنوات.
انتخب عضوا في مجلس إدارة حلب لمدة أربع سنوات، وعين بعدها رئيسا لديوان الولاية لمدة سنتين وذلك عند رشيد طليع والي حلب، والذي شجعه على الثورة في الشمال بالتنسيق مع الملك فيصل. وتم انتخابه ممثلا لمدينة حلب في المؤتمر السوري العام في دمشق في دورة (1919 - 1920).

## الأوضاع السياسية
قدم غورو إنذارا تضمن عدة شروط منها: تسليم الخط الحديدي رياق - حلب، وحل الجيش السوري، وقبول الانتداب الفرنسي. كما اشترط قبول العملة الورقية الفرنسية، وطالب بتغيير الحكومة. بعد مشاورات مع الأعيان، قبل الملك فيصل الإنذار، وأرسل برقية لغورو يعلمه بذلك. إلا أن العسكريين رفضوا الإنذار، وقام يوسف العظمة بتقسيم سوريا إلى عدة جبهات للتحضير لقتال الفرنسيين. قام بعد ذلك الملك فيصل بتكليف ياسين الهاشمي بتشكيل حكومة جديدة، مما أدى إلى خروج السكان في مظاهرات ومهاجمة القلعة (مقر الملك) مطالبين بتسليحهم، لكن الحرس الملكي قتل منهم ما يقارب الـ 200 شخص، فانسحب يوسف العظمة من المؤتمر الوطني.
قام الفرنسيون بعد معركة ميسلون بتقسيم سوريا الشمالية إلى خمس دول (دولة دمشق، دولة حلب، دولة جبل العلويين، دولة لبنان الكبير، دولة جبل الدروز). عينت سلطات الانتداب صبحي الحديدي رئيساً لدولة حلب، بدلا من هنانو، الذي حاول احتلال دولة حلب بدون فائدة.

## مقاومة الاحتلال
عقد اجتماع في منزل قائم مقام إدلب عمر زكي الأفيوني في أواخر عام 1919 برئاسة هنانو، ضم الاجتماع كبار ووجهاء إدلب والمناطق المجاورة لها، وكان جمعة بيك بن سليم آغا النجاري ممثلا عن منطقة جسر الشغور، وعدد من الوطنيين من أنطاكية والحفة واللاذقية، لتنظيم شؤون الثورة، وتم الاتفاق على اختيار هنانو لتأليف قوات عربية على شكل عصابات من المجاهدين لمشاغلة الفرنسين الذين احتلوا مدينة أنطاكية والتي كانت تحت سيطرة عزة هنانو، أخي إبراهيم، والذي اضطر لتسليم المدينة بناء على أوامر الحكومة العربية في سوريا.
جمع هنانو أثاث بيته وأحرقه معلنا بداية الثورة وقال جملته المشهورة: لا أريد أثاثاً في بلد مُستعمر، وكان أول صدام مسلح بين الثوار والقوات الفرنسية في 23 أكتوبر 1919م، حيث استمر القتال قرابة سبع ساعات. أقام هنانو محكمة للثورة لكل من يتعامل مع فرنسا أو يسيء للثورة.
قامت فرق المجاهدين التابعة له، بإزعاج الفرنسين محققة نجاحات ضخمة، فذاع صيت هنانو وكثر مريدوه، بل إن ابنته طلبت خمسة رؤوس لجنود فرنسيين كمهر لها.
وقع الأمير فيصل على معاهدة الانتداب مع فرنسا في عام 1920، الأمر الذي رفضه الكثير من السوريين، حيث تصادم مع عبد الرحمن الشهبندر قائلا أنا من سلالة النبي، فرد الشهبندر: و انا ابن هذا البلد، وأرفض كل وصاية. وأطالب بتشكيل حكومة قومية ثورية. إلا أن محمد كرد علي ساند الأمير، واندلع الخلاف بين السوريين.
أصبح وضعه بعد فترة صعبا بسبب حاجته الماسة للسلاح والعتاد، فقد كان الضغط الفرنسي كبيرا، فاضظر إلى الاستعانة بأصدقائه في تركيا لطلب العون. مما أمن له سلاحا وذخيرة كانت كافية لإلحاق أضرار فادحة بالفرنسيين في جميع المواجهات، سواء من ناحية الأفراد أو العتاد. ويبلغ عدد المواجهات بين الطرفين الاتي قادها بنفسه سبعا وعشرين معركة. بل أنه في معركة مزرعة السيجري، استطاع أسر جنود فرنسيين. وقام باسترداد مناطق واسعة من السيطرة الفرنسية منها منطقته التي ولد بها كفر تخاريم.
قام الفرنسيون على إثر ذلك بدخول دمشق ومن ثم حلب لقمع الثورة، ولجأ هنانو وقواته إلى جبل الزاوية؛ ضمن المنطقة المحصورة بين حماة وحلب وإدلب، فانضم كثيرون إلبه هنالك مما سمح له بإنشاء قاعدة عسكرية ولتصبح المنطقة مقرا له. أطلق عليه أتباعه لقب المتوكل على الله بسبب قوله توكلنا على الله كلما ذهب مع قواته للإغارة على الفرنسيين.
قام بعدها بنقل منطقة قيادته إلى جبل الأربعين وازداد عدد أتباعه بسرعة بعد انتصاراته على الفرنسيين، فقام هنانو بإعلان دولة حلب وإقامة حكومة مستقلة بإدارته. على إثر ذلك بدأت مفاوضات بينه وبين الفرنسيين ممثلة بكل من الكولونيل فوان والجنرال غوبو، واشترط هنانو للبدء بالمفاوضات إيقاف تحرك القوات الفرنسية.
وقع مصطفى كمال أتاتورك اتفاقية مع فرنسا، وأوقف معونته للثوار السوريين مما أدى إلى إضعاف موقف هنانو في المفاوضات. وأصر الفرنسيون على أن تصبح الدولة التي يطالب بها في المناطق التي تخضع لثورته (إدلب - حارم - جسر الشغور -أنطاكية)، مكبلة بقيود عسكرية مع الفرنسيين. الأمر الذي رفضه هنانو، ورأى به اتفاقا مذلا. واتضح له لاحقا أن فرنسا تجمع قواتها كلها في الساحل السوري، وكانت تفاوض هنانو لإلهائه فقد قام غورو بجمع 100,000 جندي على الساحل السوري.

## اتصالاته مع لينين
جاء في كتاب يوسف إبراهيم يزبك في كتابه أول نوار ـ ذكريات وتاريخ نصوص: أخبرني الزعيم إبراهيم هنانو في إحدى الليالي اصطيافه ببحمدون أن لينين أوفد إليه ضابطا من القفقاس عرف هنانو قبل بضع سنوات وعمل معه في خدمة الحكومة العثمانية في ولاية حلب. وكان الضابط يحمل رسالة مكتوبة بالتركية يعرض فيها مساعدة الثورة السورية التي حمل سلاحها إبراهيم هنانو وإخوانه فلاحو جبل سمعان على الاحتلال الفرنسي بعد نكبة ميسلون. وسالت الزعيم هنانو عن مصير الرسالة، فأجاب أبو طارق: " إنها عدة رسائل وليست واحدة، تبودلت بيني وبين بطل البولشفيك لأجل إشعال نيران الثورات على الفرنسيين والإنجليز في تركية وسورية والعراق وفلسطين ومصر. وكان لينين مخلصا فيما عرضه علي ولكنه أراد أن تكون الثورات من الشعوب الإسلامية'.[بحاجة لمصدر]
حكم على هنانو أربعة أحكام غيابية بالإعدام من قبل محكمة الجنايات العسكرية الفرنسية، ومع سيطرة الفرنسيين على الطرق، ونقص الدعم العسكري لهنانو، إضطر في يوليو 1921 إلى مغادرة معاقله إلى الجنوب حيث حاول التفاوض مع الشريف عبداالله. في الطريق إلى شرق الأردن تعرض لكمين قرب جبل الشعر بالقرب من حماة في 16 يوليو 1921م، في معركة مكسر الحصان حيث فقد معظم من كان معه. واستطاع هو النجاة بنفسه. وتم القضاء على ثورته.
تطلعات هنانو السياسية لم تكن ملائمة للشريف عبد الله ولم يتم اللقاء بينهما، فأكمل هنانو طريقه إلى القدس حيث قبض عليه الإنجليز في 13 أغسطس 1921م وسلموه إلى الفرنسيين.

## محاكمة هنانو
بعد القبض علي هنانو قدم إلى محكمة الجنايات العسكرية الفرنسية بتهمة الإخلال بالأمن والقيام بأعمال إجرامية، وعقدت المحاكمة أول جلساتها في (16 رجب 1340 هـ = 15 مارس 1922 م) في ظل إجراءات أمن مشددة، وترافع فتح الله الصقال أبرز محامي حلب للدفاع عن هنانو. حيث أظهر ان التهمة باطلة كون هنانو خصم سياسي وليس مجرما، بدليل أن الفرنسيين قبلوا بالتفاوض معه مرتين ووقعوا معه هدنة.
وعندما قال رئيس المجلس العرفي العسكري للزعيم هنانو: إن الشعب السوري لم يطلب منك إعلان الثورة؟.. وبدون إذن من الرئيس وقف سعد الله الجابري وقال:
«إننا نحن الذين طلبنا من الزعيم هنانو مقاتلتكم.. ونحن لن نتخلى عن مقاتلتكم، مادام فينا وطني واحد، حتى تخرجوا من بلادنا».
في 25 مارس 1922م طالب النائب العام الفرنسي المحكمة بإعدامه قائلا «لو أن لهنانو سبعة رؤوس لطلبت قطعها جميعاً»· لكن القاضي الفرنسي أطلق سراح هنانو معتبراً ثورته ثورة سياسية مشروعة، معلنا استقلالية السلطة القضائية الفرنسية عن السلطة العسكرية.
بعد انتهاء المحاكمة وإطلاق سراح هنانو حاول الصقال أن يُدخل هنانو لشكر رئيس المحكمة على حكم البراءة، فاعتذر الرئيس عن استقبال هنانو في مكتبه قائلا: أنا لا أصافح رجلاً تلوثت يداه بدماء الفرنسـيين، عند الحكم كنت على منصة القضاء، أما الآن فأنا مواطن فرنسي.

## مرحلة السياسة
كان هنانو أحد أعضاء الكتلة الوطنية، وتولى زعامة الحركة الوطنية في شمال سورية. في عام 1928 تم تعينه رئيسا للجنة الدستور في الجمعية التأسيسية لوضع الدستور السوري، إلا أن المفوض السامي الفرنسي سعى إلى تعطيل الجمعية التأسيسية والدستور مما أدى إلى خروج مظاهرات تطالب بتنفيذ بنود الدستور. وفي عام 1932 وفي مؤتمر الكتلة الوطنية انتخب إبراهيم هنانو زعيما للكتلة الوطنية. وفي عام 1933 لعب دورا في استقالة حكومة حقي بيك العظم، بسبب نيتها الموافقة على المعاهدة الفرنسية.

## محاولة اغتياله
في أيلول 1933م قام شخص يدعى نيازي الكوسى، بإطلاق النار على هنانو في أثناء وجوده في قريته إلا أن الرصاص أصاب قدمه، وتم القبض على الكوسى في انطاكية، وحكم بالسجن عشر سنوات، إلا أن المفوض السامي الفرنسي أصدر عفوا خاصا بحق الكوسى مما دفع الجميع للاعتقاد بعلاقة الفرنسيين بحادثة الاغتيال.

## وفاته
قصد الزعيم إبراهيم هنانو قريته «السيدة عاتكة» للإشراف على بعض أعماله الزراعية هناك قبل الذهاب إلى دمشق، بعد أن استأجر بيتاً للإقامة فيها، خلال فصلي الشتاء والربيع. كان الزعيم يتمتع بكامل صحته. وفي صباح الخميس الثاني عشر من تشرين الثاني 1935م تناول قهوته، ثم قصد إلى كرم زيتون ليشرف على العمال ويتريض قليلاً. ولكنه أحس بشيء من البرد والألم، فعاد إلى غرفته. وما لبث الألم أن اشتد عليه، فأرسل ابنه طارق إلى حلب، ليحضر له سيارة تنقله إلى حلب. وحين تأخر طارق في العودة، أمسك الزعيم ساعة، وصار يعد نبضه. وحين شعر أن عدد نبضاته يتجاوز المائة، ألقى الساعة من يده، وقال لمن حوله: «قولوا لإخوتي الوطن بين أيديهم».
توفي في يوم الخميس الموافق 21 نوفمبر 1935م، وصلّي عليه في الجامع الأموي بدمشق.

## أحزان الوطن
كان أول من أبلغ بالنبأ الصادع، رفيق دربه وجهاده سعد الله الجابري، الذي بادر إلى نعيه إلى رجال الكتلة الوطنية، والملوك والأمراء والوزراء، وكبار الشخصيات العربية. وقد أذن المؤذنون في الجوامع، وقرعت الأجراس في الكنائس، وهي تنعى للأمة زعيمها ورجلها المناضل. عتم الحزن أرجاء الوطن العربي كله، وتدفقت برقيات التعازي من كل مكان. وشيع الفقيد الكبير إلى مثواه الأخير، يوم السبت الرابع عشر من تشرين الثاني تشييعاً حافلاً، لم تشهد البلاد مثيلاً له من قبل. وشاركت في التشييع وفود من مختلف الأقطار العربية والمحافظات السورية.
بعد أن ووري الجثمان الطاهر الثرى، تسابق الخطباء والشعراء إلى تأبين الفقيد الكبير. وكان بين الخطباء فارس الخوري، صبري العسلي، عبد الرحمن الكيالي والشاعر عمر أبو ريشة. لبست البلاد ثياب الحزن، وصدرت الصحف مجللة بالسواد، وأغلقت المدن ثلاثة أيام حزناً على زعيمها. وتسابق الكتاب ورجال القلم إلى تدبيج المقالات الطوال في ذكر مناقب الزعيم وتعداد مواقفه البطولية. وكان أبرز من كتب: نجيب الريس صاحب جريدة القبس، ونصوح بابيل صاحب جريدة الأيام، ومعروف الأرناؤوط صاحب جريدة فتى العرب، ويوسف العيسى صاحب جريدة ألف باء والدكتور منير العجلاني وجبران تويني صاحب جريدة النهار البيروتية، وغيرهم كثيرون جداً.
ودعت الكتلة الوطنية بعد ذلك إلى حفل تأبين كبير أقيم بدمشق في العاشر من كانون الثاني 1936 على مدرج الجامعة السورية، وحضرته وفود من مختلف الأقطار العربية، وتليت فيه كلمات وبرقيات الملوك والأمراء والوزراء ورجالات الوطن.

## كلمة منير العجلاني
من الكلمات البليغة التي قيلت في رثاء الزعيم هنانو، كلمة الأديب، والسياسي، والعالم، الدكتور منير العجلاني، وهذا نصها:
عاش كما مات «راما» نقياً كالنار، ثابتاً كالطود، واسعاً -كالبحر، ومات كما تموت الشمعة، التي تحترق لتضيء للناس، وتلتهب حتى تذوب. لم يودع صحابته، كما ودع سعد رفاقه بكلمتين: أنا انتهيت. فقد كانوا يريدون منه أن يتكلم دائماً، لأن كلامه نور، وكان يجيبهم دائماً.. وحتى النفس الأخير أخذ منه المرض شعاعاً بعد شعاع، ولكنه كان يعطي الوطن طوعاً أكثر مما يأخذ المرض منه كراهية. فقد كان جباراً، وكانت حجته غالبة، والذي يجود للوطن بنفسه، لا يضن عليه بقوته.
بموته، شعر كل شاب أن أبا مات، وكل مجاهد أن قائداً قتل، وكل سياسي أن معقلاً تهدم. بموته، تقف حركة شغلت الناس بعملها عن تقدير أثرها. وما أدراك ما أثرها. قطعة من الوطن على حدود الترك، تحتشد فيها أمة قيل إنها تاجرة، وقيل إنها نزاعة إلى الانفصال. وقال صحفيون أوربيون إنها غريبة عن دمشق، لأن وطنية دمشق تلفظ أنفاسها على أسوار حماه.
ولكن رجلاً ظهر، وانطلق الحلبيون يرددون اسمه، كما تردد أسماء الأولياء، فنسخ آية الانفصال، وسكب الإيمان في القلوب، والنور في العيون، والمضاء في العزائم والعفة في الألسنة، وسيطر على العقول بالفروسية، وأعاد الضعيف قوياً، والمتهاون أبياً، والجوامع والصوامع والمدارس والمنازل، معاقل قومية وعلَّم حلب من الوطنية ما تعلم وما لا تعلم، ورفع اسمها فوق الأسماء، وحمل إلى العاصمة، التي كانت تتساءل عن وسيلة للدفاع عن حلب جيشاً يدافع عنها هي نفسها. ذلك الرجل هو إبراهيم هنانو، وإبراهيم هنانو قد مات. رحم الله هنانو، فقد صنع لنا تاريخاً، وبنى لنا معقلاً.

## الأعمال التلفزيونية
تناولت المسلسلات الدرامية التالية جزءاً من سيرة هنانو، أو على الأقل ورد ذكر سيرته فيها:
- مسلسل حمام القيشاني، تناول الجزء الثاني منه فترة كفاح هنانو وصالح العلي.
- مسلسل إخوة التراب- الجزء الثاني.
- مسلسل باب الحارة - الجزء السادس، الحلقة 24.
- مسلسل الثريا

## أسماء الشوارع
في جميع المحافظات السورية، أطلق اسم إبراهيم هنانو على أحد الشوارع الرئيسية.[بحاجة لمصدر]

## الأغاني الشعبية
ظهرت عدة أغاني شعبية وأشعار تتحدث عنه منها:
- قصيدة للشاعر بدوي الجبل:

- أغنية شعبية يغنيها الأطفال منها:

طيارة طارت بالجو، فيها عسكر فيها ضو ، فيها إبراهيم هنانو، راكب عا ظهر حصانو، يا فرنسا يا بنت الكلب، مين قلك تجي عالحرب، لما شفتي سوريا، صرتي تعوي متل الكلب.

## انظر أيضاً

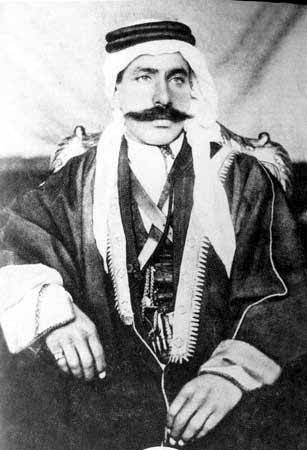
القائد سلطان باشا الأطرش، جبل العرب.
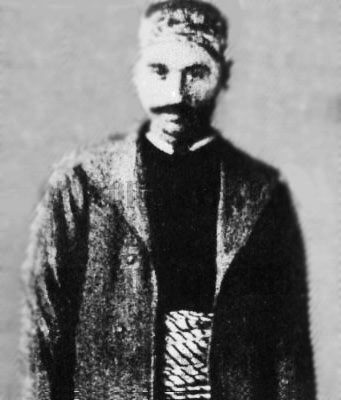
المجاهد حسن الخراط، غوطة دمشق.
المجاهد عياش الحاج، دير الزور.
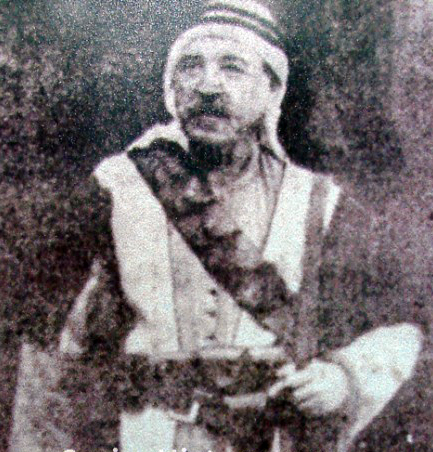
الشيخ صالح العلي، اللاذقية.
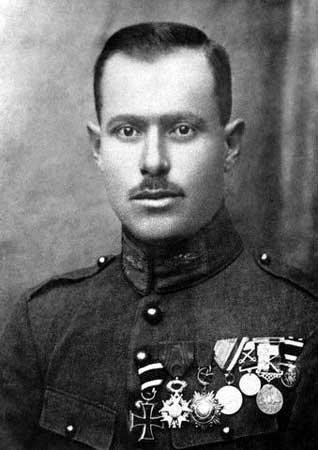
القائد فوزي القاوقجي، حماة.
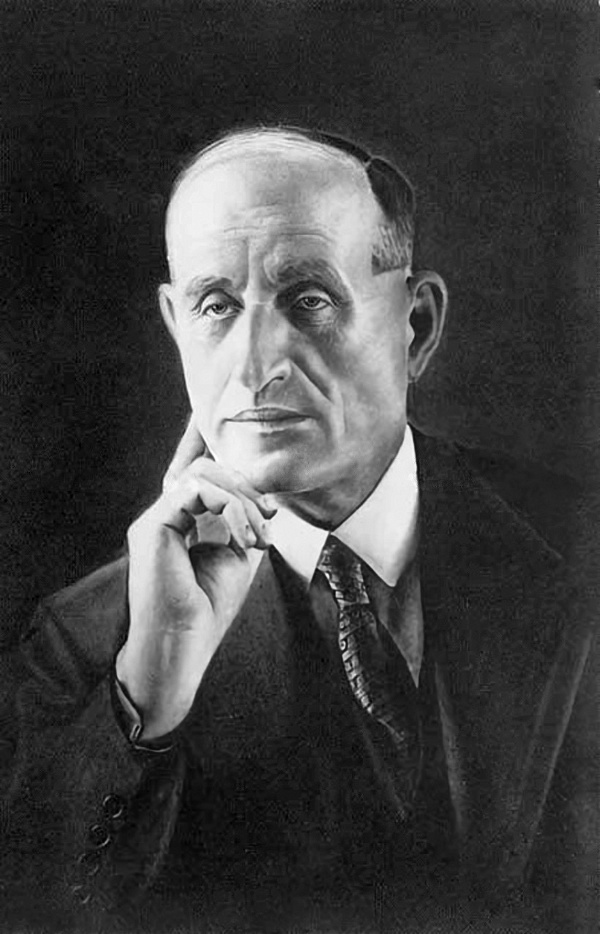
الدكتور عبد الرحمن الشهبندر، دمشق.